# Тамарак (Флорида)
Тамарак (енгл. Tamarac) град је у америчкој савезној држави Флорида. По попису становништва из 2010. у њему је живело 60.427 становника.

## Демографија
Према попису становништва из 2010. у граду је живело 60.427 становника, што је 4.839 (8,7%) становника више него 2000. године.
| Група             | 2000.          | 2010.          |
| Белци             | 39.688 (71,4%) | 29.579 (48,9%) |
| Афроамериканци    | 5.845 (10,5%)  | 13.940 (23,1%) |
| Азијати           | 823 (1,5%)     | 1.524 (2,5%)   |
| Хиспаноамериканци | 8.274 (14,9%)  | 14.713 (24,3%) |
| Укупно            | 55.588         | 60.427         |